# Heraclio Delgado Esteban
Heraclio Delgado Esteban (Tórtoles de Esgueva (Burgos), 29 de septiembre de 1903 -Villaescusa de Roa (Burgos), 23 de noviembre de 1971), fue un sacerdote católico español, capellán de la División Azul y de la 2ª Bandera de la Legión Azul.
Fue uno de los últimos españoles en cruzar la frontera el 11 de abril de 1944.

## Biografía
A los once años de edad ingresa en la Preceptoría de Aranda de Duero donde comienza sus estudios sacerdotales que culmina  el año 1927 en el Seminario de Burgos.
Ejerce el sacerdocio en varias parroquias rurales de su diócesis como Los Balbases, Carcedo de Burgos, Cardeñadijo y Espinosa de Cerrato.

## Golpe de Estado
El 19 de julio de 1936 se presenta como voluntario en la ciudad de Burgos y con permiso de su Obispo Manuel de Castro Alonso marcha al frente  con la 1ª Bandera de Falange de Burgos que entró en combate en el puerto de Somosierra.
Fiel a su ideal falangista ejercería de páter en unidades de Milicias Falangistas reclutadas en la provincia de Burgos. Así, el 19 de agosto de 1936 fue habilitado como capellán de la mencionada Bandera en la que permanece hasta el 29 de octubre de 1937 cuando asciende al empleo de alférez siendo destinado a la 2ª Bandera de Falange de Burgos, tomando parte en  el asalto a Gascones y en la toma de Jadraque, permaneciendo hasta la estabilización del frente en Espinosa de Henares.
En 1938 pasa a la 4ª Bandera de Castilla de FET-JONS participando en la Batalla del Ebro, operando en varios sectores donde la unidad sufrió un duro castigo: Vértice   Puig-Caballé, La Tosa, Bolt, Gandesa.
A comienzos de 1939 se recupera de sus heridas incorporándosé después al frente de Córdoba finalizando la campaña en Almadenejos.

## Segunda Guerra Mundial
Capellán de la Escala de Complemento y del Regimiento de Infantería nº 7 de guarnición en Algeciras (Cádiz), en julio de 1941 se presenta como voluntario en Sevilla a para acudir a la División Azul con la intención de combatir el bolchevismo.
Su solicitud no fue admitida ya que el Vicariato dio prioridad a los capellanes profesionales, por lo que tuvo que esperar dos años  para poder incorporarse al frente ruso.
En el verano de 1943 causa alta en el Regimiento de Granaderos nº 263 del comandante Barquero, participando en el sitio de Leningrado, permaneciendo en reserva en Puschkin.

## Legión Azul
Repatriada la División Azul, continúa en campaña ejerciendo de capellán en la II Bandera de la Legión Azul del comandante José María García Mendoza. Fue repatriado el 11 de abril de 1944.

## Párroco de Villovela
A su regreso de la Unión Soviética continúa ejerciendo como capellán provisional, hasta cuando, atraído por sus lazos familiares, regresa a su tierra como párroco de Villovela, localidad cercana a Tórtoles de Esgueva.
En Villaescusa de Roa ejerce su sagrado ministerio durante 19 años hasta su fallecimiento.

## Recompensas
- Medalla Militar Colectiva  que se concedió a las fuerzas de Francisco García-Escámez en Somosierra.
- Cruz al Mérito de Guerra, de 2ª Clase con Espadas, condecoración alemana.